# Catégorie des anneaux
En mathématiques, la catégorie des anneaux est une construction qui rend compte abstraitement des propriétés des anneaux en algèbre. Dans ce contexte, « anneau » signifie toujours anneau unitaire.

## Définition

### Catégorie des anneaux
La catégorie des anneaux, notée Ring, est la catégorie définie ainsi :
- Les objets sont les anneaux ;
- Les morphismes sont les morphismes d'anneaux, avec la composition usuelle, et l'identité est la fonction identité sur un anneau donné.

### Catégorie des anneaux commutatifs
La sous-catégorie pleine de Ring, dont les objets sont les anneaux commutatifs, forme la catégorie des anneaux commutatifs, notée CRing. Il s'agit d'une sous-catégorie réflexive (en) : en effet, tout anneau peut être rendu commutatif en prenant son quotient par l'idéal engendré par les éléments de la forme ab - ba. Cette opération définit un foncteur
{\displaystyle \mathrm {Ring} \to \mathrm {CRing} }
qui est adjoint à gauche au foncteur d'inclusion
{\displaystyle \mathrm {CRing} \hookrightarrow \mathrm {Ring} }
La catégorie CRing est close par limites (mais pas par les colimites).
En géométrie algébrique, un résultat fondamental est qu'il y a une équivalence de catégories entre la catégorie opposée à CRing et la catégorie Aff des schémas affines, qui correspond au foncteur Spec :
{\displaystyle \mathrm {Spec} :\mathrm {Aff} \to \mathrm {CRing} }.

## Adjonctions
Un anneau est un monoïde dans la catégorie des groupes abéliens. On peut définir de manière naturelle les foncteurs d'oubli
{\displaystyle A:\mathrm {Ring} \to \mathrm {Ab} } (oubli de la structure multiplicative)
{\displaystyle M:\mathrm {Ring} \to \mathrm {Mon} } (oubli de la structure additive)
Le foncteur A admet un adjoint à gauche qui associe à tout groupe abélien G l'anneau tensoriel T(G). Le foncteur M admet un adjoint à gauche qui à tout monoïde N associe l'anneau de monoïde {\displaystyle \mathbb {Z} [N]}.
En oubliant simultanément les deux structures, on obtient le foncteur d'oubli
{\displaystyle U:\mathrm {Ring} \to \mathrm {Set} }
dans la catégorie des ensembles. Ce foncteur admet un adjoint à gauche F qui à tout ensemble associe l'anneau librement engendré par les éléments de cet ensemble.

## Propriétés de la catégorie des anneaux

### Propriétés catégoriques
- Ring est localement petite, mais ce n'est pas une petite catégorie ;
- Ring est une catégorie concrète ;
- Ring est une catégorie complète et cocomplète ;
- Ring est une catégorie monoïdale tressée, avec le produit tensoriel {\displaystyle \otimes _{\mathbb {Z} }} comme produit monoïdal et {\displaystyle \mathbb {Z} } comme unité ;
- Ring n'est ni préadditive, ni additive, ni abélienne car elle n'admet pas d'objet zéro ;
- Un monoïde sur Ring est un anneau commutatif, c'est le théorème d'Eckmann-Hilton (en) ;

### Objets
- L'objet initial[3] est l'anneau des entiers relatifs {\displaystyle \mathbb {Z} } ;
- L'objet injectif (en) et l'objet terminal est l'anneau trivial[4] 1 ;
- Ring n'a pas d'objet zéro.

### Morphismes
- Les isomorphismes de Ring sont les morphismes d'anneaux bijectifs ;
- Les monomorphismes de Ring sont les morphismes d'anneau injectifs ;
- Les épimorphismes réguliers correspondent aux épimorphismes extrémaux, qui sont dans Ring les morphismes d'anneaux surjectifs. Tout morphisme d'anneaux surjectif est donc un épimorphisme, mais la réciproque n'est pas vraie[5] ;
- Les bimorphismes de Ring sont les épimorphismes injectifs, et ne coïncident donc pas avec les isomorphismes[6] ;

### Limites
- Les foncteurs d'oubli vers Ab, Mon ou Set créent et préservent les limites et les colimites filtrées (mais pas les coproduits ou coégaliseurs en général)
- Le produit dans Ring est le produit d'anneaux ;
- Le coproduit dans Ring est le produit libre d'anneaux ;
- L'égaliseur correspond à l'égaliseur dans la catégorie des ensembles ;
- Le coégaliseur de deux morphismes d'anneaux f, g : R → S est le quotient R/I où I est l'idéal engendré par les éléments de la forme f(r) - g(r), où r est un élément de R.
- La limite projective dans Ring des anneaux d'entiers modulo {\displaystyle p^{n}} correspond à l'anneau des nombres p-adiques